# Памятник Гурову

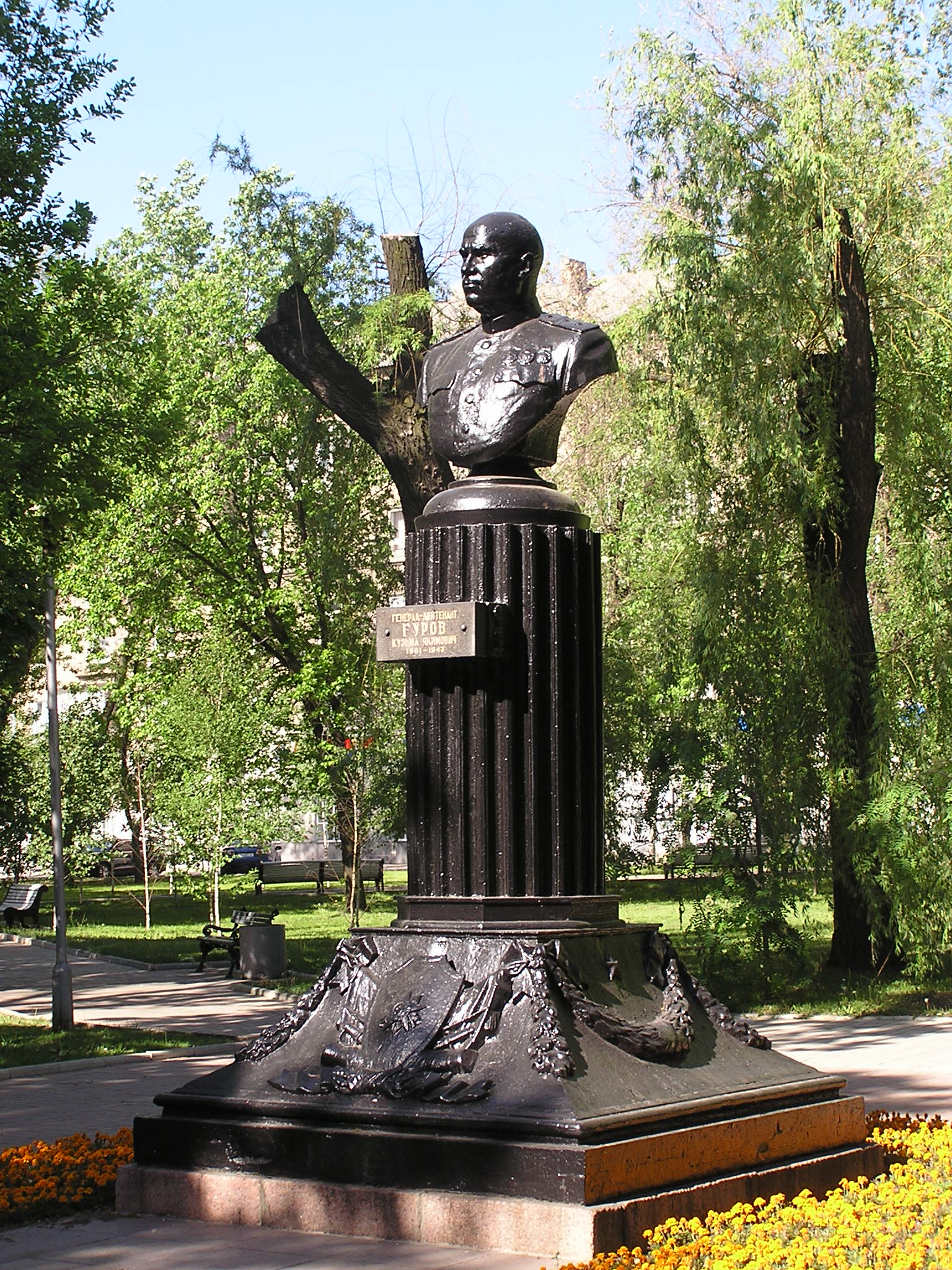
Памятник Гурову

Памятник Гурову установлен в Донецке на могиле генерал-лейтенанта, члена Военного Совета Южного фронта Кузьмы Акимовича Гурова. Находится в Ворошиловском районе Донецка, в сквере Театральной площади.
Гуров — один из руководителей освобождения Донбасса от немецкой оккупации. Он умер 25 сентября 1943 года от сердечного приступа, его тело было перевезено в Сталино здесь же и было похоронено.
Памятник Кузьме Акимовичу Гурову был установлен на его могиле в 1954 году в сквере на улице Артёма между театром оперы и балета и гостиницей «Донбасс-палас» в окружении зданий постройки 1930—1940-х годов.
Памятник представляет собой бюст Кузьмы Акимовича Гурова. Авторы памятника — скульпторы Е. И. Белостоцкий и Э. М. Фридман, архитектор Н. К. Иванченко). Бюст стоит на высоком гофрированном постаменте, сделанном из чугуна. Основание постамента выполнено в виде стилобата с барельефами.
Памятник сооружен сталинским вагоно-ремонтным заводом облкомхоза.
В этом же сквере находится памятник другому освободителю Донецка — памятник гвардии полковнику Францу Андреевичу Гринкевичу.
В честь Гурова в Донецке также назван проспект.